# Rolla Selbak
Pour les articles homonymes, voir Rolla et Selbak.
Rolla Selbak est une réalisatrice, productrice, scénariste et monteuse américaine. Les œuvres qu'elle écrit, produit et réalise traitent de l'homosexualité féminine,.

## Filmographie
| année     | film                       | productrice | scénariste | réalisatrice | monteuse | notes           |
| --------- | -------------------------- | ----------- | ---------- | ------------ | -------- | --------------- |
| 2003      | Making Maya                |             | Oui        | Oui          | Oui      | long métrage    |
| 2008      | Green Blue Sea             | Oui         |            | Oui          | Oui      | court métrage   |
| 2011      | Three Veils                |             | Oui        | Oui          |          | long métrage    |
| 2012      | Darkest                    | Oui         | Oui        | Oui          | Oui      | court métrage   |
| 2013-2014 | Kiss Her I'm Famous        | Oui         | Oui        | Oui          | Oui      | web-série       |
| 2014      | Grrl's Guide to Filmmaking | Oui         |            | Oui          |          | série télévisée |
| 2016      | A Day with a Muslim        | Oui         |            | Oui          | Oui      | téléréalité     |
| 2017      | American Paradise          | Oui         |            |              |          | court métrage   |